# Atletica leggera ai Giochi della XI Olimpiade - 80 metri ostacoli

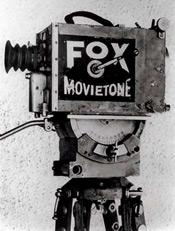
Video di semifinali e finale (commento in spagnolo)

La competizione degli 80 metri ostacoli di atletica leggera ai Giochi della XI Olimpiade si è disputata nei giorni 5 e 6 agosto 1936 allo Stadio Olimpico di Berlino.

## L'eccellenza mondiale
| Record olimpico: 1932             | 11"7 | Babe Didrikson-Zaharias | Professionista |
| II Giochi dell'Impero britannico  | 11"8 | Marjorie Clark          | Assente        |
| Vincitrice dei IV Giochi mondiali | 11"6 | Ruth Engelhard          | Assente        |
| Vincitrice delle selezioni USA    | 12"0 | Anne Vrana-O'Brien      | Presente       |

1. ↑  Babe Didrikson-Zaharias passò al golf, di cui divenne campionessa, e poi alla pallacanestro.

## La gara
In semifinale Ondina Valla eguaglia, seppur con l'aiuto del vento (2,8 m/s), il record mondiale della tedesca Engelhardt con 11"6, che resisteva dal 1934.
La finale è una gara mozzafiato: Claudia Testoni scatta meglio di tutte e rimane al comando per i primi 40 metri, poi rinviene Ondina Valla che si porta in testa insieme alla Testoni, ma sull'arrivo piombano in quattro contemporaneamente.
I giudici non hanno difficoltà ad assegnare la vittoria a Ondina Valla, ma devono ricorrere al fotofinish (al millesimo di secondo!) per assegnare l'argento e il bronzo. Claudia Testoni rimane fuori dalle medaglie per 7 miseri millesimi di secondo.
Ondina Valla è la prima italiana a vincere un oro alle Olimpiadi. Nell'atletica, dopo di lei bisognerà aspettare 44 anni per vedere un'altra italiana sul gradino più alto del podio: Sara Simeoni.

## Risultati

### Turni eliminatori
| 4 Batterie   | 5 agosto (15:30) | 22 partenti   | Si qualificano le prime 3. |
| 2 Semifinali | 5 agosto (17:30) | 6 + 6         | Si qualificano le prime 3. |
| Finale       | 6 agosto (17:30) | 6 concorrenti |                            |

### Batterie
| Pos. | Atleta                      | Nazione       | Tempo |
| ---- | --------------------------- | ------------- | ----- |
| 1    | Claudia Testoni             | Italia        | 12"0  |
| 2    | Kathleen Tiffen             | Gran Bretagna | 12"2  |
| 3    | Domnitsa Lanitou-Kavounidou | Grecia        | 12"6  |
| 4    | Mathilde Puchberger         | Austria       |       |
| 5    | Yvonne Mabille              | Francia       |       |

| Pos. | Atleta            | Nazione       | Tempo |
| ---- | ----------------- | ------------- | ----- |
| 1    | Violet Webb       | Gran Bretagna | 11"8  |
| 2    | Doris Eckert      | Germania      | 12"0  |
| 3    | Tidye Pickett     | Stati Uniti   | 12"4  |
| 4    | Miyoko Mitsui     | Giappone      |       |
| 5    | Veronika Kohlbach | Austria       |       |

| Pos. | Atleta             | Nazione       | Tempo |
| ---- | ------------------ | ------------- | ----- |
| 1    | Elizabeth Taylor   | Canada        | 12"0  |
| 2    | Anne Vrana-O'Brien | Stati Uniti   | 12"0  |
| 3    | Anni Steuer        | Germania      | 12"1  |
| 4    | Grethe Whitehead   | Gran Bretagna |       |
| 5    | Agaath Doorgeest   | Paesi Bassi   |       |
| 6    | Charlotte Machmer  | Austria       |       |

| Pos. | Atleta               | Nazione     | Tempo |
| ---- | -------------------- | ----------- | ----- |
| 1    | Simone Schaller      | Stati Uniti | 11"8  |
| 2    | Ondina Valla         | Italia      | 11"9  |
| 3    | Catharina ter Braake | Paesi Bassi | 12"0  |
| 4    | Roxy Atkins          | Canada      |       |
| 5    | Hilde Klusenwerth    | Germania    |       |
| 6    | Zulejka Stefanini    | Jugoslavia  |       |

### Semifinali
| Pos. | Atleta                      | Nazione       | Tempo |
| ---- | --------------------------- | ------------- | ----- |
| 1    | Ondina Valla                | Italia        | 11"6  |
| 2    | Elizabeth Taylor            | Canada        | 11"7  |
| 3    | Anni Steuer                 | Germania      | 11"7  |
| 4    | Anne Vrana-O'Brien          | Stati Uniti   | 11"8  |
| 5    | Violet Webb                 | Gran Bretagna | 11"8  |
| 6    | Domnitsa Lanitou-Kavounidou | Grecia        |       |

| Pos. | Atleta               | Nazione       | Tempo |
| ---- | -------------------- | ------------- | ----- |
| 1    | Catharina ter Braake | Paesi Bassi   | 11"8  |
| 2    | Doris Eckert         | Germania      | 11"8  |
| 3    | Claudia Testoni      | Italia        | 11"8  |
| 4    | Simone Schaller      | Stati Uniti   |       |
| 5    | Kathleen Tiffen      | Gran Bretagna |       |
| 6    | Tidye Pickett        | Stati Uniti   |       |

### Finale
| Pos.    | Corsia | Atleta               | Età | Nazione     | Tempo Ufficiale | Tempo Elettrico |
| ------- | ------ | -------------------- | --- | ----------- | --------------- | --------------- |
| Oro     | 4      | Ondina Valla         | 20  | Italia      | 11"7            | 11"748          |
| Argento | 1      | Anni Steuer          | 23  | Germania    | 11"7            | 11"809          |
| Bronzo  | 5      | Elizabeth Taylor     | 20  | Canada      | 11"7            | 11"811          |
| 4       | 2      | Claudia Testoni      | 20  | Italia      | 11"7            | 11"818          |
| 5       | 3      | Catharina ter Braake | 22  | Paesi Bassi | 11"8            | 11"832          |
| 6       | 6      | Doris Eckert         | 21  | Germania    | 12"0            | 12"190          |